# Zwartveen
Onder zwartveen verstaat men het hoogveen met uitzondering van de bovenlaag, die grauwveen wordt genoemd.
In tegenstelling tot het grauwveen is het zwartveen zeer geschikt voor de productie van turf, die als brandstof kan worden gebruikt en ook een grondstof voor tuinturf is.
Een veenlaag kan bijvoorbeeld bestaan uit (in gedroogde toestand): 2 meter zwartveen met daarbovenop 1 meter grauwveen. Uiteraard komen ook dikkere en dunnere veenpaketten voor.